# 제35회 미국 감독 조합상
제35회 미국 감독 조합상은 1982년 뛰어난 활동을 보인 영화 감독을 기리기 위해 1983년 3월에 열린 시상식이다. 뉴욕, Beverly Hilton Hotel에서 개최되었다.

## 수상 및 후보

### 감독상(영화부문)
- 간디 - 리차드 아텐보로 수상

### 감독상(다큐멘터리부문)
- Perry Miller Adato 수상

### 공로상
- 존 휴스턴 수상

### 명예상
- 엘리아 카잔 수상
- 로버트 와이즈 수상

### 프랑크 카프라 상
- William Beaudine Jr. 수상
- William C. Gerrity 수상